# Большая сцена (Азербайджан)
«Большая сцена» — музыкальный проект в эфире азербайджанского телевидения. Проект призван открыть новых звезд и предоставить возможность профессионального обучения в Европе. Шоу транслируется в эфире телеканала ATV, İTV.

## Проект
Цель проекта — открыть новые имена на музыкальном небосводе страны, познакомить зрителей со "свежей волной" вокальных талантов и зажечь новые звезды, достойные большой мировой сцены. Предоставить им возможность поработать с лучшими европейскими и мировыми специалистами шоу-бизнеса, и пройдя все этапы, выступить в грандиозном шоу перед международным звездным жюри.
Проект создается интернациональной командой с привлечением лучших европейских музыкальных продюсеров, музыкантов, композиторов, звезд, тренеров по вокалу, хореографии и актёрскому мастерству.
«Большая сцена» — не просто талант-шоу, это возможность за очень короткий срок стать сформировавшимся исполнителем.

## Кастинг
С целью найти самых талантливых вокалистов страны 24-го декабря 2012 года стартовала регистрация на участие в кастингах шоу "Большая сцена" на сайте boyuksehne.com. Кастинги прошли в 4 городах Азербайджана — Лянкяране, Гандже, Шеки и в Баку.
Более полтысячи талантливых исполнителей посетили кастинги, по результатам которых были отобраны 50 лучших, которые прошли в следующий этап проекта.

### Правила участия в кастингах
- В кастинге может принять участие любой певец, певица или группа, которым на момент проведения кастинга исполнилось 16 лет и который на момент проведения шоу «Большая сцена» является гражданином Азербайджана.
- Количество участников группы не должно превышать 6 (шести) человек.
- На кастинге певец, певица (группа) должны быть готовы исполнить две композиции:

одну на азербайджанском и одну на английском языках.
- Певец, певица (группа) должны предоставить для своего выступления на кастинге

фонограммы композиций, которые он будет исполнять без записанного вокала и бэк-
вокала (фонограмма "минус", без любых видов записанного вокального исполнения на
фонограмме).

## Формат
Формат телевизионного шоу был разработан компанией Euromedia в сотрудничестве с телеканалом АТВ. В отличие от телевизионных шоу, главной целью которых являются рейтинги, интриги и не всегда оправданные сенсации, задача «Большой сцены» - показать телезрителям страны как готовятся артисты в профессиональном мировом шоу-бизнесе.
По результатам первоначальных кастингов отбираются 50 лучших исполнителей, которые проходят в следующий этап шоу — Суперкастинг. Суперкастинг определяет 12 лучших исполнителей, которые пройдут в полуфинал шоу. В результате трое из них получат возможность готовиться под творческим руководством и опекой известных европейских продюсеров на протяжении 4 недель.
Трём суперфиналистам предстанет возможность записать песню, написанную специально для них композитором, снять собственный клип. В суперфинале шоу они предстанут в новом образе и постановкой на Большой сцене и тогда все узнают кто станет победителем шоу и обладателем звания "Король Большой Сцены".

### Жюри шоу
Жюри суперкастинга и полуфиналов будет составлять 7 человек и постоянно обновляться уважаемыми экспертами, известными в Азербайджане и по всему миру. Такое количество разноплановых профессионалов шоу–бизнеса не было ранее задействовано ни в одном песенном конкурсе! Благодаря совместной работе профессионалов разных стран, поколений, направлений и стилей, а также независимой электронной системе голосования, команда проекта ожидает выявить яркие личности и максимально объективно оценить каждого конкурсанта, обеспечив непредвзятость и профессионализм процедуры отбора.

## О создателях
Идея проекта принадлежит Министерству молодежи и спорта Азербайджана, реализовывается компанией Euromedia. Шоу будет транслироваться на телеканале АТВ.
Euromedia Company предоставляет услуги по технической реализации телевизионных и концертных проектов, а также менеджмента артистов в Европе и странах СНГ уже более 10 лет.
Портфолио компании среди прочего включает: дебют, участие и победу Азербайджана в Песенном конкурсе Евровидение (2008—2012), всеукраинский концертный тур «Вболівай з найкращими» в преддверии UEFA EURO 2012, техническое обеспечение «EURO 2012 Final Party».
Euromedia Company обеспечила техническую реализацию съемок финалов шоу «Краса по-українськи» («1+1»), «Королева Балу 2012» (ТЕТ), «Що ти робив минулої п’ятниці?» («1+1»), реалити-шоу «Круг» (ICTV), а также разработку и успешную реализацию телепроекта «100 лучших песен» на телеканале «Казахстан».
Сайт компании

## 2 сезон
«Большая сцена» 2014 - Второй сезон проекта Большая сцена, посредством которого будет выбран участник Евровидение - 2014 от Азербайджана в 2014 году.

### Отборочный этап 2014
Кастинги этого сезона проходили по всей стране с 9 по 13 января 2014 года в городах Азербайджана. Кастинги проходили в городах Сумгаит, Гянджа, Лянкяран, Евлах, Ширван, Шеки, Губа, Баку.
По результатам кастингов были отобраны 14 участников первого этапа конкурса..
Жюри на отборочном этапе состояло из Салеха Багирова, Севды Алекперзаде, Ильхамы Гасымовой, Гюльчохры Шафиевой, Тунзали Гахраман..

### Участники сезона
Для участия в телевизионном этапе сезона были отобраны 14 участников: Фуад Асадов, Сафа Эльдар, группа Wave Wave, Диляра Кязымова, Хана Гасанова, Валерия Гусейнзаде (Rilaya), Эльтон Ибрагимов, Самира Эфендиева, Айдын Эйваззаде, Айшебейим Нагиева, Лала Султан, Азад Шабанов, Эркин Османлы и Улья Ибадова.

### Ход шоу
Первый этап был проведен 09 февраля 2014 года. В жюри первого эфира входят Эльдар Гасымов, Зумруд Дадашзаде, Мубариз Тагиев, Тунзаля Агаева, Мурад Ариф. 
По результатам которого из участия выбыло 4 участника Сафа Эльдар, Айшебейим Нагиева, Лала Султан,  группа "Wave".
Второй этап шоу проведен 16 февраля 2014 года. В жюри второго этапа входили Эльдар Гасымов, Тунзаля Агаева, Сабина Бабаева, Зумруд Дадашзаде, Фаик Суджаддинов. По результатам второго этапа шоу покинули Улья Ибадова, Валерия Гусейнзаде, Айдын Эйваззаде, Фуад Асадов.

Третий этап шоу был проведён 23 февраля 2014 года. По итогам третьего этапа (полуфинала) шоу покинули Азад Шабанов, Эльтон Ибрагимов и Самира Эфендиева. В состав жюри полуфинала входили джазовая певица Тунзаля Гахраман, продюсер, поэтесса Захра Бадалбейли, азербайджанский телеведущий Мурад Дадашов, режиссёр Фуад Алиев и композитор Димитрис Контопулос (Греция)..
Финал шоу прошёл 2 марта 2014 года. Победителем шоу стала Диляра Кязимова. По итогам шоу она завоевала право представлять Азербайджан на музыкальном конкурсе Евровидение 2014 в Копенгагене.
В состав жюри финального вечера вошли директор Общественного телеканала Азербайджана (ITV), председатель жюри Джамиль Гулиев, заслуженная артистка Азербайджана Тунзаля Агаева, Эльдар Гасымов, композитор Мурад Ариф и шведский композитор Стефан Орн.

### Состав команды поддержки
На протяжении всего проекта, начиная с телевизионного первого эфира, с участниками работает международная профессиональная команда, состоящая из хореографа - Романа Дмитриха, преподавателей по вокалу — Айны Вильберг, Татьяны Островской, Алены Савиновой, режиссёра-постановщика — Виктора Книша, стилиста — Людмилы Константиновы.